# 伊图埃塔
伊图埃塔是巴西米纳斯吉拉斯州的一个市镇。总面积454.918平方公里，总人口5830人，人口密度12.8人/平方公里。